# Стрельба в Луисвилле (2023)
10 апреля 2023 года в здании Old National Bank в Луисвилле, штат Кентукки, США, произошла массовая стрельба, в результате которой пять человек погибли и восемь получили ранения. Стрелявший, 25-летний сотрудник Коннор Джеймс Стерджен, также был убит. Восемь человек, в том числе двое полицейских, госпитализированы.

## Стрельба
Стрельба произошла на первом этаже Old National Bank на Ист-Мейн-стрит, недалеко от Луисвилльского поля слаггеров и парка Уотерфронт. По словам анонимного источника в федеральных правоохранительных органах, стрелок использовал винтовку типа AR-15.
В 8:30 утра из Old National Bank начали поступать телефонные звонки о стрелке в этом районе. Сотрудники Old National Bank находились в конференц-зале во время запланированной виртуальной встречи, когда стрелок открыл огонь. Менеджер банка сказала, что наблюдала за стрельбой через свой компьютер. После того, как прозвучали первые выстрелы, стрелок начал прямую трансляцию события в Instagram, пока его не застрелили сотрудники Департамента полиции Луисвилля (LMPD). Запись трансляции была удалена из Instagram.
Очевидец в конференц-зале рассказал, что находившиеся в комнате услышали щелчок, и женщина рядом с ним обернулась и сказала «какого чёрта», прежде чем стрелок открыл огонь. Другой очевидец в этот момент проходил мимо конференц-зала и подумал, что слышит строительный шум, прежде чем его предупредил ещё один очевидец, сказав ему: «Беги, там стрелок». Офицеры прибыли в банк через три минуты после первого звонка. Женщина, находившаяся на перекрестке в момент начала стрельбы, рассказала, что видела мужчину, лежащего у входа в гостиницу, прежде чем услышала выстрелы и убежала в более безопасное место. Около 10:15 утра, LMPD сообщил, что офицеры вступили в перестрелку с нападавшим, который скончался на месте.

## Жертвы
В результате стрельбы погибли пять человек, трое мужчин и две женщины, в возрасте от 40 до 64 лет. Все они были сотрудниками банка. Четверо жертв погибли на месте преступления, одна женщина скончалась в тот же день в местной больнице.
Около 10:30 несколько раненых были доставлены в местную больницу. Главный врач больницы Луисвиллского университета сказал, что они приняли девять пациентов, в том числе двух полицейских, которые также получили огнестрельные ранения. Трое пострадавших них были выписаны в понедельник днём, трое всё ещё находятся в больнице с травмами, не угрожающими жизни, а троим, получившим тяжёлые ранения, потребовались операции. Одному полицейскому потребовалась операция на головном мозге.

## Нападавший
LMPD идентифицировала преступника как 25-летнего Коннора Джеймса Стерджена (11 февраля 1998 — 10 апреля 2023), который вырос в Гринвилле, штат Индиана. Подростком Стерджен учился в Центральной средней школе Флойда во Флойдс-Нобс. Бывший студент сообщил The Daily Beast, что Стерджен был звездой спорта и считался способным и популярным учеником в Floyd Central. Другой ученик утверждал, что Стерджен оставался дома большую часть восьмого класса после того, как неоднократно получал сотрясения мозга, играя в американский футбол. После окончания Floyd Central весной 2016 года Стерджен переехал в Таскалусу, штат Алабама, где учился в Алабамском университете и окончил его в декабре 2020 года, а затем вернулся в Луисвилл, где с июня 2021 года работал в Old National Bank. Согласно странице в LinkedIn, он стажировался в банке предыдущим летом и проработал в банке полный рабочий день почти два года. Менеджер банка вспоминал его как «сдержанного» и «расслабленного». Незадолго до стрельбы его уведомили о том, что его собираются уволить. Несколько его друзей выразили удивление по поводу того, что он совершил это преступление.
По словам диспетчера полиции, перед стрельбой Стерджен сообщил одному из своих друзей, что он думает о самоубийстве, и добавил, что хочет убить как можно больше людей в банке. В Instagram-аккаунте Стерджена в основном были фотографии его семьи и друзей, а также несколько тёмных мемов. У одного была подпись: «Я мог бы сжечь все это место дотла», на другом была гифка со сценой Кайло Рена из фильма «Звёздные войны: Скайуокер. Восход» с цитатой «Я знаю, что должен сделать, но не знаю, хватит ли мне на это сил», а в последнем посте перед нападением говорилось: «Они не будут слушать ни слова, ни протесты. Посмотрим, услышат ли они это».
Винтовку AR-15, использовавшуюся при стрельбе, Стерджен приобрёл на законных основаниях за шесть дней до стрельбы.

## Расследование
Федеральное бюро расследований и Бюро алкоголя, табака, огнестрельного оружия и взрывчатых веществ оказывают помощь в расследовании инцидента. По предварительным данным, стрельба не была связана с ограблением банка. Полиция не уточнила мотив.
LMPD заблокировала улицы и провела совместный обыск дома Стерджена в районе Кэмп-Тейлор возле межштатной автомагистрали 264, расположенного 7,4 мили (12 км) к югу от берега.

## Реакция
Губернатор штата Кентукки Энди Бешир сказал, что одна из жертв, Томми Эллиотт, была среди его ближайших друзей. Согласно его профилю в LinkedIn, Эллиотт был старшим вице-президентом Old National Bank. Бешир написал в Твиттере, что направляется в город в ответ на стрельбу, и попросил помолиться за всех пострадавших и за город Луисвилл. Лидер меньшинства в Сенате Митч МакКоннелл (R-KY) выступил с заявлением о том, что он и его жена Элейн Чао были опустошены, и помолились за жертв, их семьи и Луисвилл. Аналогичное заявление сделал мэр Луисвилля Крейг Гринберг, который призвал к молитвам и заявил, что сообщество соберётся, чтобы исцелить и помочь предотвратить подобные акты насилия с применением огнестрельного оружия.
Президент Джо Байден выразил соболезнования жертвам стрельбы и настаивал на реформе оружия от республиканцев в Сенате. Он сделал аналогичные комментарии вскоре после стрельбы в школе в Нэшвилле, заявив, что исчерпал всё, что он может сделать с помощью исполнительной власти, и что теперь должен действовать Конгресс.
Генеральный директор Old National Джим Райан выступил с заявлением о том, что безопасность сотрудников Old National Bank и тех, кого они обслуживают, чрезвычайно важна, и что компания развёртывает поддержку сотрудников и адресует всем пострадавшим свои «мысли и молитвы».